# Saint-Loup-en-Champagne

Saint-Loup-en-Champagne este o comună în departamentul Ardennes din nordul Franței. În 1 ianuarie 2022 avea o populație de 340 de locuitori.